# Diplazium viridescens
Diplazium viridescens är en majbräkenväxtart som beskrevs av Ren-Chang Ching och Wang.
Diplazium viridescens ingår i släktet Diplazium och familjen Athyriaceae. Inga underarter finns listade i Catalogue of Life.